# Överammer
Överammer är en by och småort vid Ammerån i Ragunda distrikt (Ragunda socken) i Ragunda kommun, som ligger sju mil öster om Östersund, Jämtland.

## Samhället
Överammer är den enda orten i Östjämtland som har en egen bagarstuga. 
I Överammer finns ett museum med uppstoppade fåglar, grundat av Bengt Sahlin (1936-1999). Där finns bland annat en komplett samling av europeiska ugglor, minervaugglan inräknad. Totalt finns över 700 olika fågelarter i samlingen.

## Näringsliv
Huvudsakliga näringar i Överammer är jordbruk, skogsbruk och jakt.

## Kända personer
- Viveka Seldahl, född i Överammer